# Joan de Montcada i Gralla
Joan de Montcada i Gralla (València, ? - Barcelona, 1622). Arquebisbe de Tarragona (1613-1622) i Bisbe de Barcelona (1610-1612).

## Antecedents familiars
Fill de Francesc I de Montcada, primer marquès d'Aitona i comte d'Osona, i la seva esposa Lucrècia Gralla. Pertanyent a la noble família dels Montcada, el seu germà Gastó II de Montcada i de Gralla heretà la immensa fortuna familiar i el seu nebot Francesc de Montcada i de Montcada li va dedicar la seva crònica Expedición de los catalanes y aragoneses contra turcos y griegos (en català: Expedició dels catalans i aragonesos contra turcs i grecs) el 1620.

## Carrera eclesiàstica
Des de ben jove fou destinat a l'Església Catòlica, fou destinat a Salamanca (Regne de Castella) com a Ardiaca i Canonge, posteriorment fou prior de Santa Anna de Barcelona fins que substituí Rafael de Rovirola com a Bisbe de Barcelona el 1610.

## Arquebisbe de Tarragona
El maig de 1612 li comunicaren la seva adscripció a l'Arxidiòcesi de Tarragona, però mentrestant actuaria com a bisbe auxiliar Joan Estelric, fins al moment Bisbe de Drago. No fou fins al 23 d'abril de 1613 que fou nomenat oficialment Arquebisbe de Tarragona pel Papa Pau V però, degut als seus enfrontaments amb les autoritats civils de la ciutat, no va entrar a la seu metropolitana fins al gener de 1617.
Va presidir dos concilis provincials i fou caritatiu, tot i que la seva vanitat li valgueren l'amonestació per part del Rei Felip II d'Aragó i III de Castella que li demanà que utilitzés amb moderació el seu títol de Senyor de Tarragona per evitar conflictes amb els cònsols de la ciutat. L'Arquebisbe defensà els seus drets sobre la ciutat fins i tot en litigis judicials fins a la seva defunció, en què les autoritats municipals intentaren incorporar Tarragona a la Corona.
Va morir el 23 de novembre de 1622 a Barcelona i fou enterrat al Monestir de Pedralbes, amb vincles molt íntims amb la família dels Montcada. Anys més tard, es va construir un sepulcre al paviment del cor de la Catedral de Tarragona, actualment presbiteri, on hi traslladaren les seves despulles per a descansar-hi de manera definitiva.
| Precedit per: Rafael de Rovirola           | Bisbe de Barcelona 1610 – 1612      | Succeït per: Lluís de Sanç i Còdol |
| Precedit per: Joan Vich i Manrique de Lara | Arquebisbe de Tarragona 1613 – 1622 | Succeït per: Juan de Hoces         |